# Afhængighedsteori
Afhængighedsteori er en marxistisk udviklingsteori, der gør op med de klassiske tanker i moderniseringsteorien. Tankerne begyndte at komme frem, da de første bistandsprojekter var begyndt at vise, at de ikke havde den ønskede effekt, og at udvikling af den tredje verden ikke var så simpelt, som tidlige moderniseringsteoretikere havde forestillet sig. Dette fik én gruppe til at arbejde på at forfine moderniseringsteori, mens afhængighedsteoretikere fandt, at moderniseringsteori grundlæggende havde forkerte antagelser.

## Kritik af moderniseringsteori
Først og fremmest kritiserede afhængighedsteoretikere, at moderniseringsteorien tog udgangspunkt i, at det enkelte land kunne gennemgå en udvikling uden at tage højde for den internationale kontekst. Den internationale kontekst giver altså muligheder og begrænsninger for det enkelte land, og derfor er den udvikling, ulande skal gennemgå i dag, væsentlig anderledes end udviklingen, England gennemgik ved sin tidlige industrialisering.

## Afhængighedsteoriens fællestræk
André Gunder Frank fandt, at kontakten med den vestlige verden var med til at fastholde den tredje verden som underudviklet. Der var økonomisk samhandel mellem den første verden og den tredje verden, og dette medførte, at den tredje verden til stadighed var nødt til at lave primærproduktion, mens den udviklede verden kunne lave den mere avancerede produktion. Ulandene er altså allerede moderne, i kraft af, at de er tilknyttet en moderne verdenshandel, og deres rolle er givet af det internationale økonomiske system.
Immanuel Wallerstein kategoriserer verdens områder i tre brede kategorier: Centrum, Periferi og Semi-periferi. Centerområderne er de dominerende lande med velfungerende statsapparater og et veludviklet lønarbejder-system. Periferiområderne er dominerede af centerlandene og har svage statsmagter. Semi-periferi-områderne er domineret af centrum, men har selv en dominerende rolle overfor periferiområderne. Hvis et periferi-land skal gøre sig noget håb om at blive en ikke-udbyttet del af verdensøkonomien, så vil det kræve en periodisk løsrivelse fra hele verdenshandelen. Hvis et semi-periferi-område skal blive det samme, så vil det være en fordel at fortsætte som tilknyttet til verdensøkonomien.
Grundlæggende er der altså tale om en marxistisk inspireret teoriretning, der handler om det ulige bytteforhold mellem de rige lande og de fattige lande, og fremfører, at det økonomiske system er afhængigt af, at nogen lande er fattige. Det behøver ikke at være de samme lande hele tiden (lande kan eksempelvis flytte sig mellem Wallersteins kategorier), men nogle områder skal være fattige for at andre kan være rige.

## Kritik af afhængighedsteori
- Afhængighedsteori er blevet kritiseret for at være for strukturdeterministisk: det er vanskeligt at se, hvordan man kan hjælpe et udviklingsland i en positiv retning, hvis det hele alligevel bliver styret af de økonomiske relationer. Hvis man skal afhjælpe de fattige landes problemer ifølge afhængighedsteori, så kræver det en verdensomspændende revolution, og det er ikke så ligetil at opnå.
- Afhængighedsteorien kritiserede moderniseringsteorien for at fokusere for ensidigt på den enkelte stat. Moderniseringsteoretikerne vendte dette om, og kritiserede hurtigt afhængighedsteoretikerne for ikke at tage hensyn til, hvad der foregår i den enkelte stat.